# Еквадор
Респу́бліка Еквадо́р (ісп. Ecuador, кеч. Ikwadur) — країна в Південній Америці, яка межує на півночі з Колумбією, сході та півдні з Перу, на заході омивається Тихим океаном; площа 270 670 км². Член  Країна є частиною міжнародних організацій, таких як ООН (з 1945), ОАД (з 1948), СОТ (з 1996), ОПЕК (з 1973), МВФ, Латиноамериканський парламент,  Андське співтовариство, Parlatino, CCAMLR.Кіто є штаб-квартирою Латиноамериканської енергетичної організації.

## Історія
Недавня історія: незалежність від Іспанії країна здобула 1830 року. Після тривалого періоду нестабільності чергувалися ліберальний і консервативний уряди до військового перевороту в 1963-му, коли до влади прийшла військова хунта. У 1982 в країні було оголошено надзвичайний стан через страйки й демонстрації. Сіксто Дюран Бальєн у 1992 був обраний президентом замість Родріго Севальйоса.

## Географія

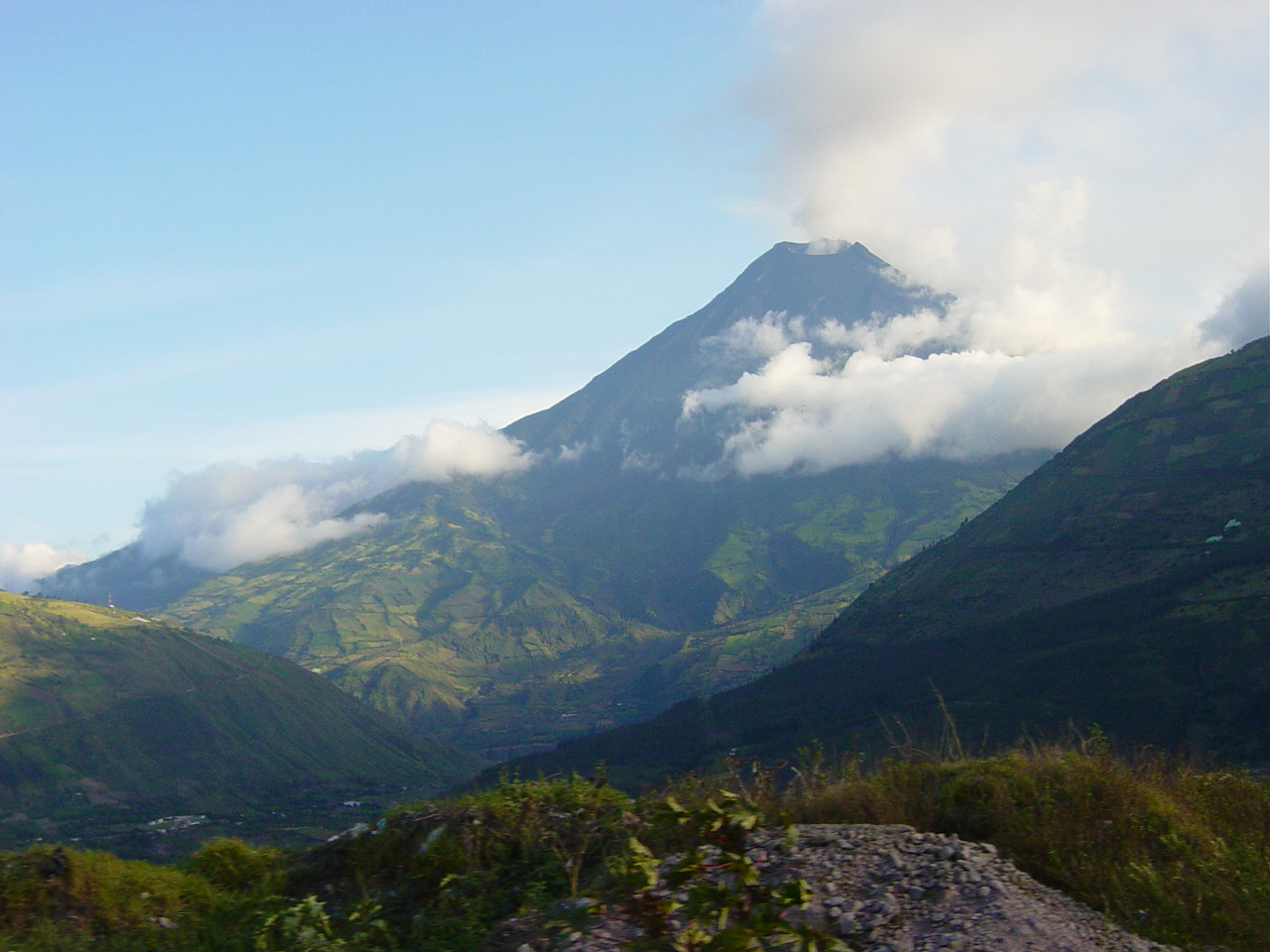
Вулкан Тунґурауа біля Баньос, Еквадор.

Еквадор розташований на тихоокеанському узбережжі Південної Америки, що лежить в екваторіальній зоні Анд. Межує з Перу на півдні та сході, з Колумбією на півночі, з заходу омивається водами Тихого океану. Довжина кордонів по суходолу становить 1237 км, найдовший кордон країна має з Перу (1529 км). Довжина берегової лінії становить 2237 км. Крім материкової частини, до Еквадору належать Галапагоські острови, що лежать у 1000 км на захід від узбережжя країни. Загальна площа Еквадору 283,6 тис. км² (включно з Галапагоськими островами — 7,8 тис. км²). Середня висота країни становить 1117 м, найвища точка — 6267 м (вулкан Чимборасо).

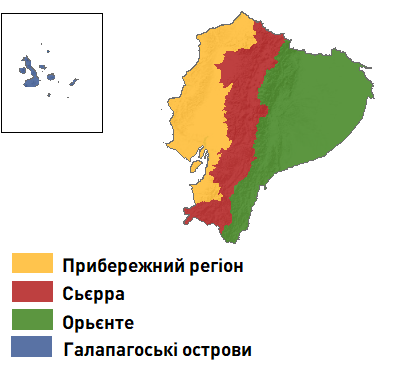
Мапа Природні регіони Еквадору

Поділяється Еквадор на чотири природні області — Косту (Прибережний регіон), Сьєрру (нагір'я), Орьєнте (схід) та Галапагоські острови:
- Сьєрра — гірський район, утворений хребтами Анд, розташовано по середині країни з півдня на північ. Сьєрра складається з хребтів Західних та Східних Кордильєр, які облямовують міжгірські улоговини (2500—2800 м). У північній частині Сьєрри  — близько 50 згаслих та діючих вулканів. Серед них найвища вершина Еквадору — згаслий вулкан Чимборасо (6267 м), а також найвищий в світі діючий вулкан Котопахі (5897 м).
- На заході, в Прибережному регіоні, берегові височини відокремлюються від Анд долиною річки Гуаяс.
- Орієнте займає схід Еквадору (близько половини території країни), розташована на заході Амазонії та здебільшого покрита сельвою.
- Галапагоські острови складаються з 13 великих, 17 дрібних островів.

### Клімат
Клімат екваторіальний та гірський-екваторіальний, на півдні — субекваторіальний. Загальна картина природно-кліматичних умов країни вкрай неоднорідна, фактично тут можна спостерігати велике розмаїття мікрокліматичних зон, пов'язаних з особливостями місцевого рельєфу. Погода навіть на близьких сусідніх частинах долини може кардинально мінятись через різну топографію. До характерних особливостей місцевого клімату також відноситься швидка зміна локальної погоди протягом дня, що пов'язано з різним нагріванням гірських схилів під впливом сонячних променів, що змінюють свій азимут протягом дня. Можна виділити в Еквадорі два сезони — вологий жаркий і сухий прохолодний.
Середньомісячні температури влітку в Кіто коливаються від +18 до +25 °C, взимку — від –3 до +13 °C. Опадів випадає близько 600 мм в рік, з помітним зниження рівня в період із серпня по лютий. Центральні рівнини мають досить рівномірний клімат — цілий рік тут від +17 до +24 °C, опадів випадає не більше 300 мм, переважно в міжсезоння та восени. У південній частині річна температура коливається в районі +23 °C, зимова — близько +19 °C. При цьому в рік випадає не більше 200 мм дощу. В Орьєнте (схід) середньорічна температура становить +30...+35 °C, при цьому тут випадає велика кількість опадів — від 5000 мм на східних схилах Анд до 4500 у рівнинних районах (липень і серпень — найвологіші місяці, з вересня до грудня кількість опадів помітно зменшується).
Погода на Галапагоських островах в значній мірі визначається характером океанічних течій та вітрів. Холодна течія Гумбольдта з червня по грудень створює потужну інверсію повітря, утворює прохолодні сирі тумани. У цей період погода прохолодна і суха, середньомісячна кількість опадів не перевищує 10 мм. У грудні потужні північні пасати зазвичай приносять теплу і дощову погоду (до 300 мм дощу), яка тримається до квітня-травня.

### Ґрунти
Ґрунти Еквадору латеритні на рівнинах та схилах Анд, В Сьєррі існують родючі вулканічні і прерійні ґрунти, які багаті на органічну речовину. В Прибережному регіоні в долині Гуаяс та інших річок розташовані алювіальні ґрунти з високою родючістю, але часто оглеєні. У Орьєнте ґрунти не повністю вивчені, по долинам річок існують ділянки родючого алювіального ґрунту та більш вивітрювані тропічні ґрунти під тропічними лісами.

### Тваринний світ
Фауна Еквадору відзначається великим видовим різноманіттям і значною часткою ендемічних видів, поширених як в Андах, так і верхів'ях Амазонії. Зокрема, у складі фауни Еквадору виявлено  щонайменше 4500 видів метеликів, 345 видів рептилій, 358 видів земноводних,величезна кількість птахів і 258 видів ссавців, серед інших, багато з яких розташовані в 26 заповідних територіях країни. Тут поширені такі види ссавців, як ягуар, пума, пекарі, броненосець, мурахоїд. Своєрідна фауна на островах Галапагоси — гігантські черепахи, морські ігуани, пінгвіни та інше.
За зоогеографічним районуванням світу країна належить до Неотропічної зоогеографічної області і розташована на стику чотирьох підобластей: 1 —  Панамсько-Чокоської (Центральноамериканської); 2 —  Андської; 3 — Амазонської (Гвіанської); 4 —  Галапагоської. Тому основу тваринного населення регіону становлять зональні екваторіальні вологолісові (1), субекваторіальні вологолісові (2), тропічні перемінно вологолісові (3) та саванові (4) угруповання тварин, а також інтразональні гірські, водно-болотні (долинно-річкові, приморські, у тому числі мангрові) та океанічно-острівні тваринні угруповання, характерні для екваторіального, субекваторіального і тропічного кліматичних поясів. Домінуючими в зональних угрупованнях є гігромезофільні, мезофільні й ксеромезофільні групи та види тварин.

### Природні ресурси
До основних природних багатств Еквадору відносять нафту (запаси 3,4 млрд бар.), природний газ (запаси 9,8 млрд м³). Основні нафтові родовища знаходяться на півночі Орьєнте, газу — в Гуаякільській затоці. Значне місце в місцевій економіці посідають ліси (торгівля деревиною), які займають 49,8 % площі країни. Агрокліматичні ресурси дозволяють вирощувати експортні культури: вирощування какао, каву, фрукти (торгівля бананами приносить країні найбільші прибутки) тощо. Відомі також родовища золота, міді, урану, вапняку, поліметалічних руд (срібло, цинк, свинець). Країна має достатні гідроресурси.

## Екологія
Актуальні проблеми довкілля Еквадору це:
- вирубування лісів;
- ерозія ґрунту;
- опустелювання;
- забруднення води;
- забруднення відходами виробництва нафти в екологічно чутливих районах басейну Амазонки та Галапагоських островів[4].

## Нафта і політика
Перше нафтове родовище в долині Амазонки відкрите в 1967 американським консорціумом Texaco — Gulf Oil.
Згідно з прийнятим у 1971 році «Законом про вуглеводні», переважного права на розробку нафтових ресурсів мала набути державна компанія. Але процес її створення затягнувся на тлі розквіту нової, нафтової корупції. Під тиском іноземних компаній уряд пропонував навіть перенести набрання чинності законом на 2025 р.
Бачивши нездатність цивільної адміністрації реалізувати ухвалений закон, військові на чолі з генералом Гільєрмо Родрігесом Лара вчинили переворот. Еквадор вступив до ОПЕК, концесії іноземних компаній були переоформлені в договори підряду й участі, а податки — збільшені. В результаті іноземці стали продавати свої частки в нафтових родовищах уряду. На базі створеної американськими компаніями інфраструктури була створена державна нафтова компанія CEPE. Значна частина її доходів йшла на фінансування соціальних програм.
З різким зростанням цін на нафту в 1970-ті роки переваги Еквадору — вихід до океану і близькість до американського ринку — дали змогу різко збільшити доходи держави — з $43 млн в 1971 до $350 млн в 1974. Доходи від нафти давали змогу вести боротьбу з бідністю і одночасно розвивати промисловість. Індустріальне зростання привело до прискорення політичного розвитку, і під тиском профспілок, партій і бізнесу в 1979 військовики вимушені були поступитися владою цивільному уряду.
На жаль, цивільне правління привело до безконтрольного зростання зовнішнього боргу — з 600 млн $ в 1979-му майже до 17 млрд $ до кінця століття.
Зниження цін на нафту в другій половині 1980-х зробило державу заручником своєї колишньої економічної політики, вимушеним фінансувати витрати за рахунок дедалі дорожчих кредитів. У 1989 році, після перетворення державної компанії CEPE у PetroEcuador, її соціальні зобов'язання були передані державі, що фактично привело до їх відміни. Скорочення державної підтримки індіанського населення, на чиїй території, власне, і добувається нафта, привело до того, що індіанці стали найактивнішою і революційною силою в суспільстві.
Для виходу з ситуації було вирішено збільшити видобуток нафти, що спонукало країну вийти з ОПЕК на початку 1990-х. Зростання видобутку, проте, збіглося з тривалим періодом низьких цін на нафту, тому різко збільшити інвестиції не вийшло. Обвал цін на нафту в 1998 викликав фінансову кризу. До 1999 Еквадор оголосив дефолт по зовнішніх боргах. Для порятунку економіки Еквадор звернувся по допомогу до МВФ, а на початку 2000-х американський долар замінив сукре як національну валюту.
При цьому в рамках угод з МВФ практично всі доходи від нафти стали йти на погашення зовнішнього боргу. Не маючи засобів на розвиток нафтової галузі, держава стала поступатися своїм місцем іноземним компаніям.
Незадоволені політикою уряду індіанці почали в деяких районах озброєний опір розробкам нафти й будівництву трубопроводів. Індіанський фронт «Пачакуті» у 2000 організував мирний марш на столицю. Цим скористалася військова хунта на чолі з полковником Лусіо Гутьєрресом Борбуа та здійснила мирне захоплення влади ним, проте, під тиском США довелося поступитися владою віце-президенту Густаво Нобоа, який відновив колишній режим.
Лусіо Гутьєррес Борбуа провів декілька місяців в ув'язненні, ставши одним з найпопулярніших політиків. Вийшовши на свободу, Гутьєррес об'єднався з індіанцями «Пачакуті» й пообіцяв повернути нафту під контроль Еквадору. Це забезпечило йому перемогу на виборах 2003. Здобувши владу, Гутьєррес зробив ставку на пошук нової угоди з США і фактичну приватизацію PetroEcuador.
При цьому він спробував відвернути громадську думку розмовами про загрозу країні з боку колумбійських повстанців. Була почата передислокація військ до колумбійського кордону. Крім того, Гутьєррес погодився на розміщення в країні американських військових баз.
20 квітня 2005 року, незважаючи на підтримку США, Гутьєррес був позбавлений свого поста парламентом країни.

## Адміністративно-територіальний устрій
Еквадор в поділяється на 24 провінції та Столичну область (Кіто).
| Адміністративно-територіальний устрій Еквадору Номер сектору на карті |                               |                              |
|                                                                       |                               |                              |
| №                                                                     | Провінція                     | Центр                        |
| 1                                                                     | Асуай                         | Куенка                       |
| 2                                                                     | Болівар                       | Ґуаранда                     |
| 3                                                                     | Каньяр                        | Асоґес                       |
| 4                                                                     | Карчі                         | Тулкан                       |
| 5                                                                     | Чимборасо                     | Ріобамба                     |
| 6                                                                     | Котопахі                      | Латакунґа                    |
| 7                                                                     | Ель-Оро                       | Мачала                       |
| 8                                                                     | Есмеральдас                   | Сьюдад-Есмеральдас           |
| 9                                                                     | Галапагоські острови          | Пуерто-Бакерісо-Морено       |
| 10                                                                    | Ґуаяс                         | Ґуаякіль                     |
| 11                                                                    | Імбабура                      | Ібарра                       |
| 12                                                                    | Лоха                          | Лоха                         |
| 13                                                                    | Лос-Ріос                      | Бабаойо                      |
| 14                                                                    | Манабі                        | Портов'єхо                   |
| 15                                                                    | Морона-Сантьяґо               | Макас                        |
| 16                                                                    | Напо                          | Тена                         |
| 17                                                                    | Орельяна                      | Пуерто-Франсиско-де-Орельяна |
| 18                                                                    | Пастаса                       | Пуйо                         |
| 19                                                                    | Пічинча                       | Кіто                         |
| 20                                                                    | Санта-Елена                   | Санта-Елена                  |
| 21                                                                    | Санто-Домінґо-де-лос-Цанчилас | Санто-Домінго                |
| 22                                                                    | Сукумбіос                     | Нуева-Лоха                   |
| 23                                                                    | Тунґурауа                     | Амбато                       |
| 24                                                                    | Самора-Чинчипе                | Самора                       |

## Політична система

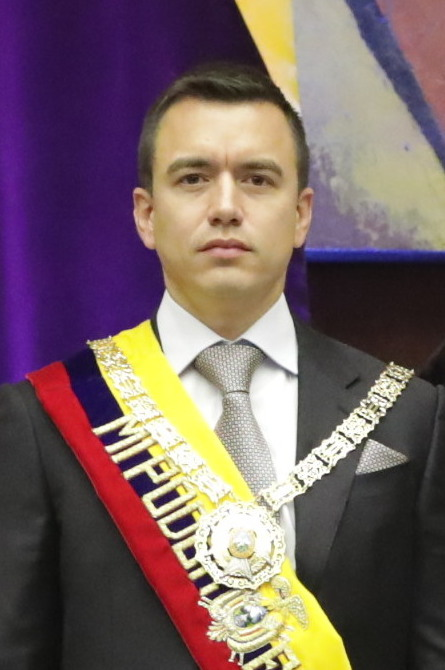
Президент Данієль Нобоа.

З 1998 року Еквадор — демократична республіка, голова держави та уряду — президент, вибирається населенням на 4-річний термін, можливий другий термін підряд. При відсутності абсолютної більшості проводиться 2-й тур виборів за участю двох пар лідерів (2-го туру не проводять, якщо одна з пар отримала більше 40 % і її відрив від найближчої пари більше аніж 10 % голосів. Президент та віце-президент висуваються єдиним списком.
Законодавча влада знаходиться у віданні парламенту. Парламент — однопалатна «Національна асамблея», 124 депутати вибираються населенням на 4-річний термін.
Вищий орган виконавчої влади — уряд.
Голосування у Еквадорі загальне, пряме, рівне, таємне і для письменних осіб віком до 65 років обов'язкове (за ухилення — штраф). Право голосу з 18 років (ті що знаходяться на дійсній службі в державних силових структурах, його позбавлені). Виборчий процес організовує та регулює Верховний виборчий трибунал і провінційні виборчі трибунали.
Виборці мають право відкликання більшістю голосів депутата, алкальда і префекта.

### Політичні партії
За результатами виборів у квітні 2009 року:
- Рух ПАІС — ліва, 59 депутатів (голова партії — теперішній президент Корреа)
- Партія патріотичного суспільства — лівоцентристська (націоналістична), 19 депутатів
- Соціал-християнська партія — правоцентристська, 11 депутатів
- Партія інституційного оновлення та національної дії — права, 7 депутатів
- Демократичний народний рух — комуністична, 5 депутатів
- Муніципалістичний рух за національну інтеграцію — ліва, 5 депутатів
- Рух багатонаціональної єдності Пачакутик — ліва, індіанська, 4 депутати
- Ролдосистська партія — лівоцентристська, 3 депутати
- Партія лівих демократів — ліва, 3 депутати

В асамблеї мають представництво ще 8 партій — по одному депутату.

## Міжнародні відносини
Еквадор має зв'язки з більшістю країн світу.

### Відносини з Україною
Дипломатичні відносини Еквадору та України встановлені 27 квітня 1993 р.

## Економіка
Реальний ВВП (паритет купівельної спроможності) в 2023 році становив 260,213 мільярда доларів США, що відповідало 67 місцю у світі.
Реальний ВВП на душу населення був 14 500 доларів США (125 місце у світі).
Галузі промисловості країни: нафтова промисловість, харчова промисловість, текстильна промисловість, вироби з деревини, хімікати.
Важливим сектором економіки є сільське господарство, в якому зайнято 30 % працездатного населення країни. Переважає натуральне господарство. 1 % великих землевласників належить 40 % усіх оброблюваних земель, але обробляється менше 10 % території країни і ще 10 % використовується під пасовища. Поширені експортні культури — банани, кава, какао, які культивуються на Сході у прибережній зоні (Кості). Банани й какао вирощують у низинах з теплим і вологим кліматом, каву — на нижніх схилах Анд, де клімат прохолодніший і сухіший. У долинах також вирощують цукровий очерет, цитрусові. В Андах вирощують ячмінь, пшеницю, кукурудзу, картоплю й городину, а також розводять велику рогату худобу та овець.
Еквадор має у своєму розпорядженні незначні родовища золота, срібла, цинку й міді. В 1972 році були розвідані величезні запаси нафти, щорічний видобуток Кокуенка Еквадорторой тепер становить близько 16 мільйонів тон. На нафту припадає понад половину всього експорту країни.
Видобуток нафти сприяв розвитку сталеливарної, нафтохімічної й цементної промисловості. Інші галузі пов'язані з виробництвом продуктів харчування, тканин, рибальством і лісозаготівлею та лісоперобкою. Основні промислові центри — Кіто, Куенка й Гуаякіль.
На гідроенергетику приходиться 75,4% загальної встановленої потужності країни, а на — ТЕЦ 23,2% (оцінка 2023 р.)
Постійно росте роль туризму.
В цілому економіка Еквадору є експортноорієнтованою, головними товарами вивозу є: банани, какао, кава, рис, цукор, фрукти, бальсове дерево, риба, нафта. Промисловість, навпаки, орієнтована в основному на внутрішній ринок.

## Транспорт

Мапа транспорту Еквадору (2025 р), дороги з подвійним рухом позначні червоним.

- Національна повітряна транспортна система має 7 авіаперевізників, річний пасажиропотік у 2018 році становив  5 365 261 осіб. Країна має 317 (2025) аеропортів, що відповідає 22 місці у світі.
- Трубопроводний транспорт розвинуто, має 1526 км нафтопроводів, 123 км газопроводів (2017)
- Залізниця має 965 км вузькоколійних шляхів (2022),  пасажирські перевезення обмежені певними ділянками колії, переважно для туристичних поїздів.
- Автошляхи країни мають загальну протяжніть 43 950 км, з яких тільки 8 895 км з твердим покриттям (2022)
- Морський торговельний флот займає 73 місце у світі, має 154 суден, з яких один контейнеровоз та 28 нафтоналивні суда (2023). В Еквадорі в 2024 році працювали порти в таких містах: Есмеральдас, Гуаякіль, Ла Лібертад, Манта, Пуерто Болівар, Пуерто Марітімо де Гуаякіль.[4]

## Населення

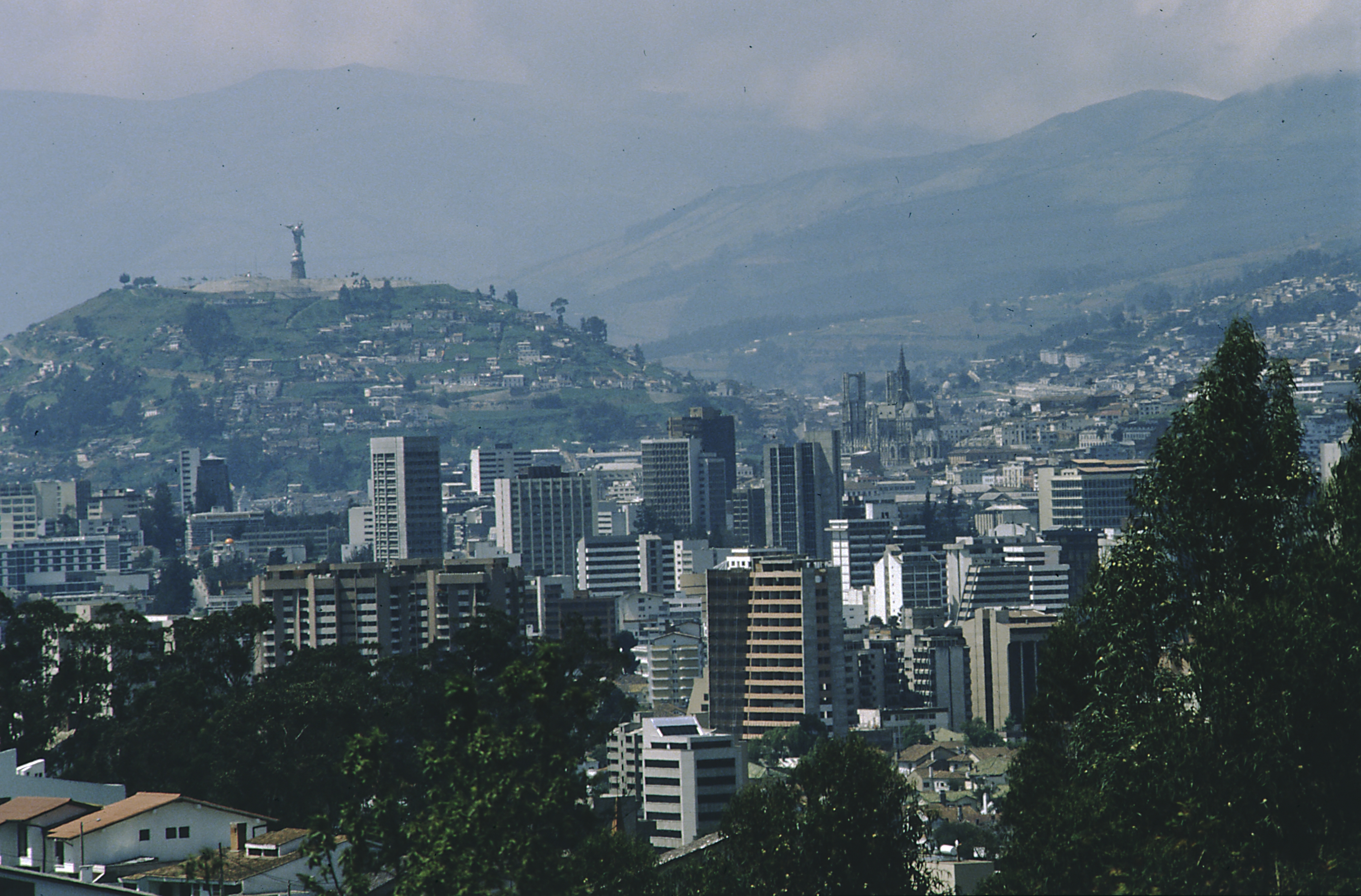
Кіто - столиця Еквадору

Населення Еквадору становить 18 309 984 (оцінка 2024). В 2015 році населення країни було  близько 15,87 млн осіб.
Темпи зростання населення у 2024 році становили 0,94%. Міське населення: 64,8% від загального населення (2023 р.). Найбільші міста країни: Гуаякіль з чисельністю 3,142 млн осіб (2023) та столиця Кіто з населенням 1,957 млн. (2023).
Майже половина населення мешкає у внутрішніх районах країни, у міжгірських западинах і долинах Анд. Також значна концентрація населеня знаходяться вздовж західної прибережної смуги в Прибережному районі. Ліс  регіону Орієнте залишаються малозаселеними.
Еквадор є домом для 13 корінних національностей, кожна з яких зберігає свої традиційні звичаї, спосіб життя та бачення світу. Східні кічуа, хуаорані, ачуар, шуари, кофан, сіона-секойя, шивіар і запаро живуть у регіоні Орієнте. В Сьєрра живуть високогірні кічуа, такі як каньярі та сарагуро. Прибережний регіон є домом для чачі, авá, ембера.
Головні етноси країни: метиси — 77,5 %, монтубіо — 7,7 %, індіанці — 7 %, білі — 6,1 %, афро-еквадорці — 2 %, мулати — 1,4 %, темношкірі — 1,3 %, інші — 0,4 % населення (оціночні дані за 2022 рік).
У 2023 році в країні релігійний склад мав такі показники: католики 68,2%, протестанти 19% (євангелісти 18,3%, адвентисти 0,6%, інші протестанти 0,2%), Свідки Єгови 1,4%, інші 2,3%, атеїсти 8,2%, не відповів 1% (2023 р.).

### Мова
| Мови в Еквадорі | Мови в Еквадорі | Мови в Еквадорі | Мови в Еквадорі | Мови в Еквадорі |
| --------------- | --------------- | --------------- | --------------- | --------------- |
| Мова            |                 |                 | відсоток        |                 |
| Іспанська       | Іспанська       |                 | 93%             | 93%             |
| Кічва           | Кічва           |                 | 4.1%            | 4.1%            |
| Іноземні        | Іноземні        |                 | 2.2%            | 2.2%            |
| Інші корінні    | Інші корінні    |                 | 0.7%            | 0.7%            |

Іспанська є офіційною мовою Еквадору. Нею як першою (93 %) або другою мовою (6 %) володіє переважна більшість населення країни. У 1991 році північний діалект кічуа (одна з мов кечуа) та інші доколоніальні американські мови мали близько 2 500 000 носіїв. За даними Ethnologue, в країні існує приблизно 24 живі корінні мови. Серед них — авапіт (мова народу ава), айґае (мова кофанів), шуар-чічам (мова шуарів), ачвар-шівіар (мова ачварів і шівіарів), чапалачі (мова чачі), цафікі (мова цачіла), пайкока (мова сіона і секоя), а також вао тедедео (мова ваорані). Уживання цих америндських мов поступово скорочується, а на їхньому місці дедалі ширше вживається іспанська.
Більшість еквадорців розмовляють іспанською як рідною мовою, і вона домінує в повсякденному житті по всій країні. Попри відносно невеликі розміри країни, еквадорська іспанська вирізняється виразним різноманіттям діалектів, які значно варіюються залежно від регіону. Особливості еквадорської іспанської відображають етнічний і расовий склад населення, яке історично заселяло різні частини країни.
Три основні регіональні різновиди іспанської в Еквадорі:
- Екваторіальна тихоокеанська (прибережна) іспанська

Ідентифікаційний символ Збройних сил Еквадору

- Андська іспанська
- Амазонська іспанська

## Збройні сили
Збройні сили Еквадору ісп. Fuerzas Armadas del Ecuador налічують близько 50 тис. осіб. Складаються з Сухопутних військ — близько 40 тис.осіб, ВПС — 4 тис.осіб, ВМС — близько 5 тис. осіб, включно з морською піхотою — близько 1 тис. осіб особового складу. Сухопутні війська складаються з 12 бригад, близько 150 танків. ВПС — 3 бойові полки і 1 транспортний (135 літаків та 15 вертольотів); ударна сила — 3 ескадрильї (близько 40 літаків «Міраж», «Кфір», «Ягуар») що знаходяться на базі Таура (Ґуаяс). Основа ВМС — есмінець та фрегат, 2 підводні човни, 6 корветів і 6 катерів-ракетоносців. Вся військова техніка іноземного виробництва. Військовий бюджет — 2,74 % ВВП.
Верховний головнокомандувач Збройних сил Еквадору — президент. Загальна військова повинність; призов вибірковий (з 18 років), термін служби — 1 рік.